# Ludwig Adolf Petri

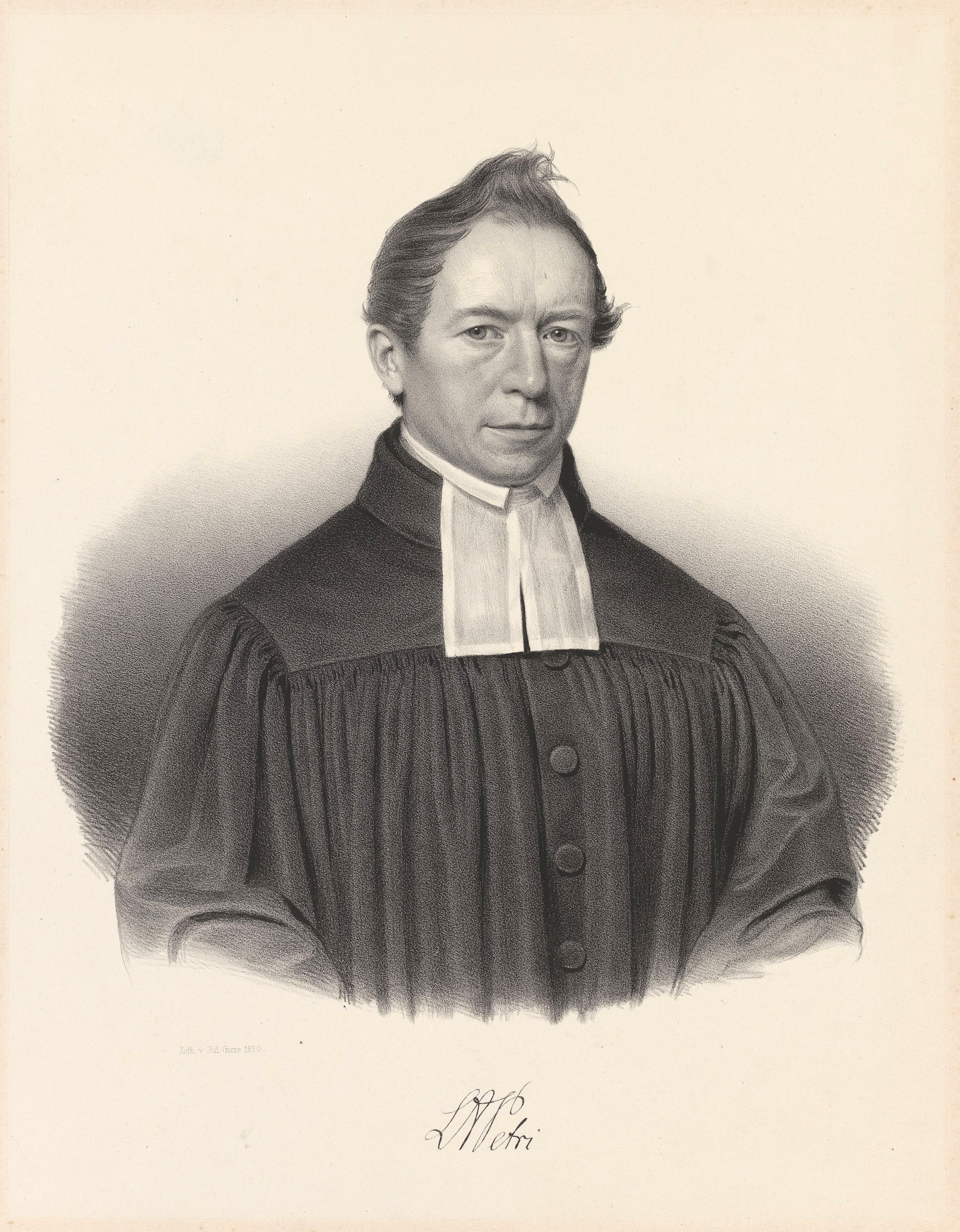
1850 datiertes Brustbild des in Hannover tätigen Pastors mit dessen faksimilierter Unterschrift L A Petri;
Lithografie von Julius Giere, Rijksmuseum Amsterdam

Ludwig Petri, vollständiger Name Carl Christian Ludwig Adolf Petri oder auch Ludwig Adolf Petri (* 16. November 1803 in Lüthorst bei Einbeck; † 8. Januar 1873 in Hannover), war ein evangelisch-lutherischer Theologe. Er war beteiligt an der Gründung des hannoverschen Missionsvereins (1834) und der Hannoverschen Pfingstkonferenz (1842) sowie Begründer des Martin-Luther-Bundes Hannover.

## Leben
Nach der Dorfschule besuchte er die Amelungsbornsche Klosterschule, machte dann eine Ausbildung im Kloster Loccum und studierte schließlich  an der Universität Göttingen. Dann wurde er Pastor der Evangelisch-lutherischen Landeskirche Hannovers an der Kreuzkirche (Hannover).
Mitte des 19. Jahrhunderts hatte er erheblichen Einfluss auf die hannoversche Geistlichkeit. 1842 organisierte er mit Gerhard August Julius Wellhausen (1808–1861) die erste Hannoversche Pfingstkonferenz. 1853 gründete er am Reformationstag zusammen mit Rudolf Steinmetz und August Friedrich Otto Münchmeyer den ersten lutherischen Gotteskastenverein, aus dem sich später der Martin-Luther-Bund entwickelte. Von 1866 bis 1873 war Petri außerordentliches geistliches Mitglied des Landeskonsistoriums in Hannover.
Petri bewohnte laut dem Adressbuch der Stadt Hannover von 1872 zuletzt das Haus Kreuzkirchhof 7, doch wurde dem Asthmatiker ein neues „Stockwerk des Sommerhäuschens in dem Pfarrgarten vor dem Steintor“ errichtet.
Er zählt zu den bedeutenden Vertretern des Neuluthertums und der konfessionellen Mission. Sein von Romantik und Deutschem Idealismus beeinflusstes Denken findet besonders in seiner kompakten Abhandlung „Die Mission und die Kirche“ von 1841 Ausdruck, die als „Programmschrift lutherischer Kirchengestaltung im 19. Jahrhundert“ (Wilhelm Maurer) anzusehen ist.

## Ehrungen
- 1843 wurde Petri zum Ehrendoktor der Universität Erlangen ernannt.
- Ritterkreuz des Guelphenordens[7]
- Die 1894 in Linden-Süd in Hannover angelegte Petristraße, die von der Ricklinger Straße zur Ritter-Brüning-Straße führt, wurde damals nach dem ab 1829 an der Kreuzkirche tätigen Pastor Karl Christian Ludwig Adolf Petri benannt.[9]

## Schriften (Auswahl)
- Die Bedürfnisse und Wünsche der protestantischen Kirche im Vaterlande. Mit Beziehung auf den Entwurf eines Staats-Grundgesetzes für das Königreich Hannover, Hannover im Januar 1832. In der Hahn'schen Hofbuchhandlung
- Lehrbuch der Religion für die oberen Klassen protestantischer hoher Schulen, Hannover 1839
  - 9. Auflage, Hannover: Hahnsche Hofbuchhandlung, 1888
- Die Mission und die Kirche. Schreiben an einen Freund, Hannover: Hahn 1841; Digitalisat
- Die Mission und die Kirche. Kurze Antwort an die Gegner der kirchlichen Bestimmung dieses Verhältnisses, Erlangen: Bläsing; Erlangen: Deichert, 1842
- Das apostolische Zeugnis aus den heiligen Episteln, Hannover: Hahn 1846; Google-Books
- Die Herrlichkeit der Kinder Gottes, Hannover, gedruckt bei Friedrich Culemann, 1849; Digitalisat
- Agende der Hannoverschen Kirchenordnungen. Mit historischer Einleigung, liturgischen Erläuterungen und ergänzenden Zugaben. Zum erneuerten Gebrauch bearb. u. hrsg. von Ludw. Adolf Petri, Hannover: Hahn, 1852; Digitalisat
- Beleuchtung der Göttinger Denkschrift zur Wahrung der evangelischen Lehrfreiheit, Hannover: Hahn, 1854; Digitalisat über das Münchener Digitalisierungszentrum
- Der Glaube in kurzen Betrachtungen von Ludw. Adolf Petri, Hannover: Hahn'sche Hofbuchhandlung, 1868; Digitalisat
- Licht des Lebens. Ein vollständiger Jahrgang von Predigten aus den ordentlichen Evangelien. Nebst sieben Fastenpredigten, 2. Auflage, Hannover: Hahn, 1870;Digitalisat
- Salz der Erde. Ein vollständiger Jahrgang von Predigten aus den ordentlichen Episteln. Mit dem Portrait des Verfassers, Hannover: Hahn'sche Hofbuchhandlung, 1874;Digitalisat
- Zum Bau des Hauses Gottes. Mannigfaltiges aus dem geistlichen Amte und für dasselbe, Ausgewählt und geordnet von Ruf Steinmetz, Hannover: Wolff, 1875
- Der Glaube in kurzen Betrachtungen, 7. Auflage, Neue Ausgabe, Hermannsburg: Missionshandlung, 1912